# Icterus prosthemelas
Icterus prosthemelas là một loài chim trong họ Icteridae.